# Longyang Xia
Longyang Xia (chinesisch 龙羊狭) ist eine fjordartige Bucht an der Ingrid-Christensen-Küste des ostantarktischen Prinzessin-Elisabeth-Lands. Am Südende des Nella-Fjords liegt sie zwischen der Lied Promontory und dem Mittelabschnitt der Halbinsel Broknes. Ihre Einfahrt liegt unmittelbar östlich der Landspitze Motian Jiao.
Chinesische Wissenschaftler benannten sie 1993.